# Platysenta prolifera
Platysenta prolifera är en fjärilsart som beskrevs av Walker 1857. Platysenta prolifera ingår i släktet Platysenta och familjen nattflyn. Inga underarter finns listade i Catalogue of Life.